# Grant Davies
Grant Davies (11 septembre 1963) est un kayakiste australien pratiquant la course en ligne.